# Hourquette d'Ancizan
L'Hourquette d'Ancizan és un coll de muntanya dels Pirineus que corona a 1.564 metres d'altura. Es troba al departament dels Alts Pirineus i serveix per unir la vall de Payolle amb la vall d'Aura.

## Detalls de l'ascensió

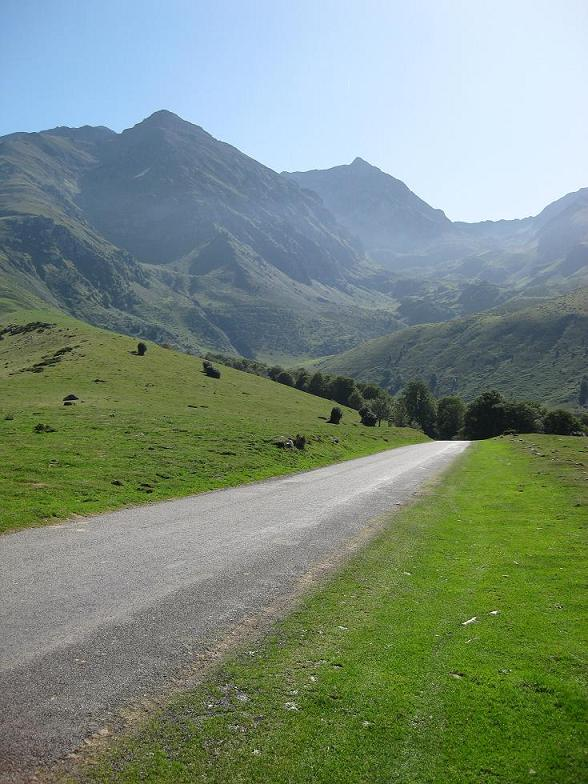
Vista de la cara nord del coll.

Començant a Ancida, l'ascensió té 10,3 km de llargada, en els quals se superen 805 metres de desnivell a una mitjana del 7,8%, amb trams de fins al 15%.
Des de Campan l'ascensió té 22,6 km de llargada, en els quals se superen 904 metres de desnivell a una mitjana del 4,0%, i trams de fins al 10,0%.

## Tour de França
L'Hourquette d'Ancizan va ser coronat per primera vegada al Tour de França el 2011, i des d'aleshores han estat sis les vegades en què s'ha superat, sent la darrera el 2024.
| Any  | Etapa | Categoria | Inici etapa          | Final etapa                 | Primer al cim        |
| ---- | ----- | --------- | -------------------- | --------------------------- | -------------------- |
| 2024 | 14    | 2         | Pau                  | Sent Lari e Sola Pla d'Adet | David Gaudu (FRA)    |
| 2022 | 17    | 2         | Sent Gaudenç         | Peyragudes                  | Thibaut Pinot (FRA)  |
| 2019 | 12    | 1         | Tolosa de Llenguadoc | Banhèras de Bigòrra         | Simon Yates (GBR)    |
| 2016 | 8     | 2         | Pau                  | Banhèras de Luishon         | Thibaut Pinot (FRA)  |
| 2013 | 9     | 1         | Sent Gironç          | Banhèras de Bigòrra         | Daniel Martin (IRL)  |
| 2011 | 12    | 1         | Cunhaus              | Luz-Ardiden                 | Laurent Mangel (FRA) |